# Selva (Sant'Angelo Romano)
La Selva è una frazione di Sant'Angelo Romano sita nella Città metropolitana di Roma Capitale.

## Geografia
È la frazione di Sant'Angelo Romano sita più ad ovest, propaggine occidentale del comune verso Mentana. Si tratta di una zona esclusivamente residenziale, costituita da villette e case di campagna.

## Monumenti e luoghi d'interesse
All'interno della frazione si trova il Pozzo del Merro, inoltre nelle immediate vicinanze vi si trova il Parco della Gattaceca.